# Alt (клавіша)

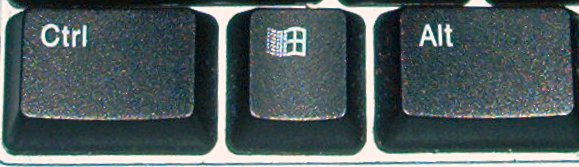
Клавіша Alt (справа) на клавіатурі Windows

ISO Символ клавіатури для «Alternate»

Для списку комбінацій клавіш див. Таблиця гарячих клавіш
Клавіша Alt (вимовляється англійською [ˈɔːlt] або [ˈʌlt]) на клавіатурі комп'ютера використовується для зміни (альтернативи) функцій інших натиснутих клавіш. Таким чином, клавіша Alt — це модифікаційний ключ, який використовується аналогічно клавіші Shift. Наприклад, простим натисненням клавіші «A» буде вводить літера «a», але утримуючи клавішу Alt, і «A», комп'ютер виконує функцію Alt+A , яка залежить від програми. Міжнародний стандарт ISO / IEC 9995-2 називає клавішу альтернативним ключем. Клавіша розташована з обох боків пробілу, але в розкладках клавіатур ПК, що не-американські, у другій клавіші Alt, справа від пробілу є клавіша «Alt Gr». Обидва місця розташування відповідають ISO / IEC 9995-2.
Стандартизований символ клавіатури для клавіші це Alt ⎇ (який може бути використаний, коли звичайна латинська літера «Alt» не є кращою для позначення клавіші) наведена в ISO / IEC 9995-7 як символ 25, а в ISO 7000 «Графічний символи для використання на обладнанні» як символ ISO-7000-2105. Цей символ закодований в Unicode як U+2387 alternative key symbol (⎇). У клавіатури Mac клавіша Alt еквівалентна з клавішею ⌥ Option, яка має власний, символ.
Клавішу Alt не слід плутати з клавішею Altmode (іноді також позначеною Alt) на деяких терміналах Teletype та ASCII, що є синонімом екранованих символів ASCII.

## Еволюція
Клавіша Alt замінила клавішу Meta у старих клавіатур MIT. Оригінальна функція, і Alt, і Meta встановлювали найперший біт сигналу, що генерується клавішею, до 1 (наприклад, A генерує 01000001, тоді як Alt+A генерує 11000001). Однак у сучасних програмах, через вимогу найпершого біта для інтернаціоналізації, Alt вже не працює таким чином.

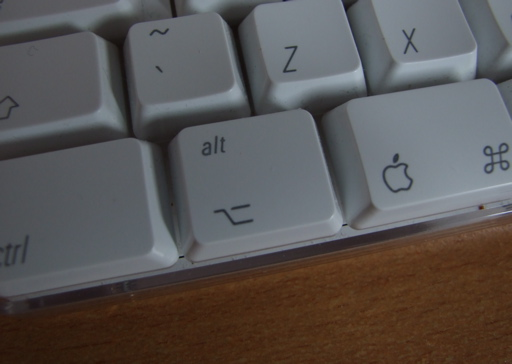
Клавіша Alt на клавіатурі Apple

З 1990-х Alt друкується клавішею Option (⌥ Opt) на більшості клавіатур Mac. Alt використовується в програмному забезпеченні не-macOS, наприклад Unix та Windows, але в macOS його завжди називають ключем Option. Поведінка ключа Option у macOS трохи відрізняється від поведінки клавіші Windows Alt (наприклад, вона використовується як модифікатор, а не для доступу до спадних меню).

## Alt комбінації клавіш
Клавіша Alt добре відома як частина комбінацій клавіш:
- Ctrl+Alt+Delete у BIOS, MS-DOS і Linux зазвичай перезавантажує комп'ютер («тепле перезавантаження», англ. warm reboot). У інших ОС[які?] викликає менеджер завдань. Докладніше див. Control-Alt-Delete.
- Alt+⌘ Cmd+Esc (чи ⌘ Cmd+⌥ Opt+Esc in native parlance) викликає примусовий вихід з вікна у Apple's macOS, див. Клавіша Option.
- Ctrl+Alt+← Backspace зазвичай викликає X Сервер вікон для відключення або перезавантаження, див. Control-Alt-Backspace.
- Alt+F4 закриває поточне вікно (або виключає комп'ютер якщо він працює фоном) на більшості віконних систем.
- Alt+⇧ Shift перемикання між мовними розкладками.
- Alt+Tab ↹ перемикання між поточним відкритим вікном та іншими відкрити вікнами, див. Alt-Tab.
- Alt+↵ Enter новий рядок, Enter виконує трохи іншу команду. Це буде новий рядок у тому ж абзаці, а Enter зазвичай створює новий абзац.

## Клавіша Alt для спеціальних символів

### Windows
У Microsoft Windows, утримуючи клавішу Alt під час введення цифр (це часто називають кодами Alt) на цифровій клавіатурі, користувач може вводити спеціальні символи, як правило, недоступні на клавіатурі. Наприклад, утримуючи клавішу Alt під час введення 0225 (Alt+0 2 2 5) на цифровій клавіатурі, в кодовій сторінці буде показано á, символ — 225. Ці розширені символи клавіатури корисні людям, які використовують іноземні мови, математику, символи валюти, бізнес потреби тощо.

### macOS
На Macintosh клавіша Alt називається клавішею Option.Вона не використовується для введення числових кодів символів. Натомість використовуються для спеціальних символів на клавіатурі. На діаграмі нижче показано спеціальні символи, які американської клавіатури Mac що будуть друкуватися після натискання клавіші Option.
Виділені помаранчевим клавіші показують наголоси, доступні після комбінації Alt на буквах клавіатури e i u (у верхньому рядку літер) та ` n (у нижньому рядку літер). Потім наголос можна нанести на пов'язані літери як малі, так і великі. Додаткові символи, які можна створити через Mac, — це комбінація клавіші ⌥ Option і клавіші ⇧ Shift натиснуті разом. При натисканні цієї комбінації клавіатура в деяких випадках створює інший набір або велику версію попереднього набору.

## Клавіша Alt натиснута окремо
Коли користувач натискає Alt в Microsoft Windows, вона переміщує фокус клавіатури на панель меню програми, що має фокус клавіатури, і клавіша не передається до програми. У такому стані технічно буде передано ще одне натискання Alt в додаток.
На інших платформах, наприклад Ubuntu, натиснута клавіша Alt може викликати іншу програму і не надходити до програми, що має фокус клавіатури. У Ubuntu 16.04 натискання клавіші відкриває HUD, це поле введення, яке дозволяє користувачеві виконувати команди меню, такі як відкриття файлу або створення нового файлу.